# Джексон Тауншип (округ Батлер, Пенсільванія)
Джексон Тауншип (англ. Jackson Township) — селище (англ. township) в США, в окрузі Батлер штату Пенсільванія. Населення — 4883 особи (2020).

## Демографія
Згідно з переписом 2010 року, у селищі мешкало 3657 осіб у 1423 домогосподарствах у складі 1057 родин. Було 1518 помешкань
Расовий склад населення:
| - 97,8 % — білих - 0,5 % — чорних або афроамериканців - 0,4 % — азіатів - 0,1 % — вихідців з тихоокеанських островів - 0,1 % — корінних американців |

До двох чи більше рас належало 0,7 %. Частка іспаномовних становила 1,0 % від усіх жителів.
За віковим діапазоном населення розподілялося таким чином: 20,3 % — особи молодші 18 років, 60,0 % — особи у віці 18—64 років, 19,7 % — особи у віці 65 років та старші. Медіана віку мешканця становила 47,2 року. На 100 осіб жіночої статі у селищі припадало 98,6 чоловіків;  на 100 жінок у віці від 18 років та старших — 95,0 чоловіків також старших 18 років.
Середній дохід на одне домашнє господарство  становив 93 013 долари США (медіана — 57 083), а середній дохід на одну сім'ю — 108 297 доларів (медіана — 81 970). Медіана доходів становила 64 732 долари для чоловіків та 44 668 доларів для жінок. За межею бідності перебувало 6,0 % осіб, у тому числі 7,3 % дітей у віці до 18 років та 2,1 % осіб у віці 65 років та старших.
Цивільне працевлаштоване населення становило 1707 осіб. Основні галузі зайнятості: освіта, охорона здоров'я та соціальна допомога — 21,2 %, роздрібна торгівля — 19,9 %, науковці, спеціалісти, менеджери — 10,4 %, виробництво — 9,7 %.